# Мејо (округ)
Округ Мејо (енгл. County Mayo, ир. Contae Mhaigh Eo) је један од 32 историјска округа на острву Ирској, смештен у његовом северозападном делу, у покрајини Конот.
Данас је округ Слајго један од 26 званичних округа Републике Ирске, као основних управних јединица у држави. Седиште округа је град Каслбар, а важан је и град Балина.

## Положај и границе округа
Округ Мејо се налази у северозападном делу ирског острва и Републике Ирске и граничи се са:
- север: Атлантски океан,
- североисток: округ Слајго,
- исток: округ Роскомон,
- југ: округ Голвеј,
- запад: Атлантски океан.

## Природни услови
Мејо је по пространству један од највећих ирских округа - заузима 3. место међу 32 округа. У оквиру округа налази се и највеће ирско острво, Ахилско острво.
Рељеф: Већи део округа Мејо је подручје састављено од долина и брдских крајева. Јужни део округа је са бољим земљиштем, па је са развијеном пољопривредом, док је северни са лошим земљиштем, и махом под мочварама. Крајњи југозапад је планински и стрмовит и ту се налази највиши врх у округу - Муилри, висок 814 м.
Клима Клима у округу Мејо је умерено континентална са изразитим утицајем Атлантика и Голфске струје. Стога град одликује блага и веома променљива клима.
Воде: Округ Мејо је богат водама. Округ има дугу обалу ка Атлантику на западу и северу. Од речних токова позната је река Мој. У округу постоји и низ језера, од којих су највећа и познатија језера Маск и Лин. На северу округа има много мочвара.

## Становништво
По подацима са Пописа 2011. године на подручју округа Мејо живело је преко 130 хиљада становника, већином етничких Ираца. Ово је чак 3 пута мање него на Попису 1841. године, пре Ирске глади и великог исељавања Ираца у Америку. Међутим, последње три деценије број становника округа расте по стопи од приближно 1% годишње.
Густина насељености - Округ Мејо има густину насељености од око 23 ст./км², што је 2,5 пута од државног просека (око 60 ст./км²). Јужни део округа је боље насељен него северни део.
Језик: Око 9% окружног становништва насељава тзв. Подручја ирског језика, где је једино ирски језик у званичној употреби. У остатку округа се равноправно користе енглески и ирски језик.